# キタックエンジニア
株式会社キタックエンジニアは、北海道札幌市中央区円山にある道路設計屋である。社会資本整備（公共事業）の土木設計、主に道路設計を行っている。

## 沿革
- 2007年4月19日、株式会社キタックエンジニアを、札幌市中央区北1条西13丁目にて創業。
- 2012年9月、北1条西24丁目2番22号　マリアール・札幌ウエストビル4Ｆに移転。